# Batu Ampar (Merigi)
Batu Ampar is een bestuurslaag in het regentschap Kepahiang van de provincie Bengkulu, Indonesië. Batu Ampar telt 498 inwoners (volkstelling 2010).